# Огурцов Сергій Якович
Сергій Якович Огурцов (5 липня 1898 — 28 жовтня 1942) — радянський воєначальник, генерал-майор танкових військ, командир 10-ї танкової дивізії. В 1941 році потрапив у полон, втік з нього, приєднався до партизанського загону, загинув у бою в 1942 році на території Польщі.

## Біографія
С.Я. Огурцов народився 5 липня 1898 року в селі Черемисове Смоленської губернії у сім'ї робочого. Після закінчення сільської школи працював найманим чорноробом. В 1917 році був мобілізований на службу у Російську імператорську армію. В квітні 1918 року в м. Полоцьк вступив у загін місцевої Червоної гвардії, а в серпні того ж року до лав РСЧА.
Брав участь у Громадянській війні. В 1918-1920 роках воював на Південному фронті проти військ П.М. Врангеля та А.І. Денікіна на посаді командира взводу та ескадрону. В 1920 році брав участь у Польсько-радянській війні. Був двічі пораненим. В 1927 році закінчив кавалерійські курси. До 1929 року командував різними кавалерійськими підрозділами. В 1932 році С.Я. Огурцов закінчив Військово-технічну академію, після чого до 1935 року командував танковим батальйоном, а потім до 1939 року танковим полком. 16 лютого 1939 року йому було присвоєно звання полковника.
Наприкінці 1939 - на початку 1940 року С.Я. Огурцов, як командир 35-ї легко-танкової бригади брав участь у Радянсько-фінській війні. Потім був призначений командиром 123-ї стрілецької дивізії, яка брала участь у прориві лінії Маннергейма. 21 березня 1940 року йому було присвоєно звання комбрига, 4 червня - генерал-майора.
З червня 1940 року С.Я. Огурцов займав посаду командира 10-ї танкової дивізії. На початку Німецько-радянської війни дивізія брала участь у боях з німецькими військами на Південно-Західному фронті. В кінці липня був призначений командиром 49-го стрілецького корпусу, проте вступити на посаду не встиг, адже корпус, що входив до складу 6-ї армії, потрапив до Уманського котла. Генерал-майор потрапив до полону та утримувався в таборі для військовополонених у польському місті Замосць.
У квітні 1942 року С.Я. Огурцов ешелоном був направлений до Німеччини, проте зумів вистрибнути з вагону, не доїжджаючи Любліна. Понад місяць він пробирався польськими лісами на схід, перетнув державний кордон СРСР та зустрів партизанський загін під командуванням Василя Манжевадзе, до якого приєднався. Тут він організував та очолив кінну групу. Брав участь у розвідувальних та бойових діях у німецькому тилу.
28 жовтня 1942 року, на території окупованої Польщі, С.Я. Огурцов брав участь у атаці на групу німців та загинув у бою. Він був похований з почестями у лісі біля села Зелене Томашівського району. В 1970-х роках прах генерал-майора був перепохований у братській могилі 8 (VIII-A-8) на кладовищі радянських воїнів в місті Замосць Люблінського воєводства Польської Народної Республіки.

## Нагороди
- 2 ордени Червоного Прапору (20.02.1928[3], 1940).
- Медаль "XX років РСЧА"